# 도카치군

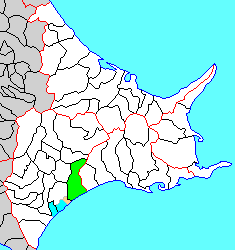
도카치 군의 위치

도카치군(일본어: 十勝郡)은 일본 홋카이도 도카치 지청의 군이다.
인구 4,082명, 면적 729.85km², 인구밀도 5.59명/km².(2025년 2월 28일, 주민기본대장인구)
이하 1정으로 구성된다.
- 우라호로정(浦幌町)

## 역사
에도 시대의 도카치 군역은 마쓰마에번에 의해 설치된 트카치 장소에 포함되었다. 에도 시대 후기, 도카치 군역은 동 에조치에 속하고 있었다. 국방을 위해 도카치 군역은 천령이 되었다. 1869년 도카치 군이 두어졌고 홋카이도 도카치국에 속했다.